# Hussein Kamil
Hussein Kamil, född 21 november 1853 i Kairo, död 9 oktober 1917 i Kairo, var sultan av Egypten och son till khediven Ismail Pascha. Han var gift med Melek Tourhan.
Kamil studerade 1867-1870 i Paris och innehade 1872-1878  flera ministerposter. Han gick 1879 i landsflykt med fadern till Italien och återvände 1882 till Egypten, där han sedermera gav den brittiska förvaltningen sitt stöd. Han var från januari 1909 till mars 1910 president i lagstiftande rådet och generalförsamlingen. Då hans brorson khediven Abbas II i december 1914 avsatts, gjordes Hussein 19 december samma år till hans efterträdare på Egyptens tron med titeln sultan.

## Utmärkelser
- Muhammed Alis orden (Egypten, 1915, grundare)[1]
- Ismails orden (Egypten, 1915, grundare)[2]
- Nilorden (Egypten, 1915, grundare)[3]
- Dygdernas orden (Egypten, 1915, grundare)[4]
- Frans Josefsorden (Österrike-Ungern, 1896)[5]
- Svärdsorden (Sverige, 1891)[6]
- Bathorden (Storbritannien)[7]